# حقوق بین‌الملل عرفی
حقوق بین‌الملل عُرفی به آن دسته از ضوابط رفتاری تابعان حقوق بین‌الملل گفته می‌شود که از عرف نشأت گرفته‌اند و به منزله یک رویهٔ عمومی به عنوان قانون پذیرفته شده‌اند. عرف بین‌المللی دارای دو عنصر مادی و معنوی است. عنصر مادی همان رویه و عملکرد تابعان حقوق بین‌الملل است و عنصر معنوی آن اعتقاد این تابعان به لزوم رعایت قاعده عرفی است. عرف بین‌المللی به همراه معاهدات و اصولِ حقوقیِ کشورهای متمدن یکی از منابع اصلی دیوان بین‌المللی دادگستری برای حل و فصل اختلافات است. برخلاف نظام‌های پیشرفته حقوق داخلی که در آن‌ها عرف عنصری مزاحم و نسبتاً بی‌اهمیت شمرده می‌شود، در عرصه بین‌المللی، حداقل تاکنون، عرف یک منبع پویا بوده و نقش برجسته‌ای در تدوین و شکل‌گیری حقوق بین‌الملل ایفا کرده‌است.
بسیاری از دولت‌ها به‌صورت اصولی وجود حقوق بین‌الملل عرفی را می‌پذیرند، اگرچه نظرات متفاوتی در مورد قواعد موجود در آن وجود دارد. یک قاعده زمانی به حقوق بین‌الملل عرفی تبدیل می‌شود که دو شرط تحقق یابد: (۱) عمل دولت‌ها: باید شواهدی وجود داشته باشد که نشان دهد عمل دولت‌ها "به‌طور گسترده، نماینده و مداوم" بوده است، به این معنا که تعداد قابل‌توجهی از دولت‌ها از آن قاعده استفاده کرده و به آن تکیه کرده‌اند، و این مفهوم توسط تعداد زیادی از دولت‌ها رد نشده باشد. (۲) اعتقاد به الزام حقوقی (opinio juris): دولت‌ها باید باور داشته باشند که به‌لحاظ قانونی مجبور به پذیرش مشروعیت آن قاعده هستند زیرا حقوق بین‌الملل عرفی آن‌ها را به این کار ملزم کرده است.
در سال ۱۹۵۰ کمیسیون حقوق بین‌الملل منابع زیر را به‌عنوان شواهدی از حقوق بین‌الملل عرفی معرفی کرد: معاهدات، تصمیمات دادگاه‌های ملی و بین‌المللی، قوانین ملی، نظرات مشاوران حقوقی ملی، مکاتبات دیپلماتیک و عملکرد سازمان‌های بین‌المللی. در سال ۲۰۱۸، کمیسیون "نتیجه‌گیری‌هایی درباره شناسایی حقوق بین‌الملل عرفی همراه با توضیحات" را تصویب کرد. مجمع عمومی سازمان ملل متحد از این نتیجه‌گیری‌ها استقبال کرده و انتشار گسترده‌تر آن‌ها را پیشنهاد کرد.

## به رسمیت شناختن
طبق ماده 38(1)(b) اساسنامه دیوان بین‌المللی دادگستری حقوق بین‌الملل عرفی به‌عنوان «یک رویه کلیِ پذیرفته‌شده به‌عنوان قانون» تعریف شده است. این امر معمولاً از طریق دو عامل تعیین می‌شود: رویه کلی دولت‌ها و آنچه دولت‌ها به‌عنوان قانون پذیرفته‌اند (opinio juris sive necessitatis). به این معنا که بسیاری از دولت‌ها (به‌ویژه قدرت‌های بزرگ) باید در این رویه مشارکت داشته باشند و این کار را به‌دلیل احساس تعهد قانونی انجام دهند (نه به‌دلیل عادت یا سنت).
چندین نوع از حقوق بین‌الملل عرفی توسط دولت‌ها شناسایی شده است. برخی از این قوانین عرفی بین‌المللی به سطح jus cogens می‌رسند، زیرا توسط جامعه بین‌المللی به‌عنوان حقوق غیرقابل نقض پذیرفته شده‌اند، در حالی که سایر قوانین عرفی بین‌المللی ممکن است صرفاً توسط گروه کوچکی از دولت‌ها دنبال شوند. دولت‌ها معمولاً صرف‌نظر از اینکه این قوانین را به‌صورت داخلی یا از طریق معاهدات تدوین کرده باشند یا خیر به حقوق بین‌الملل عرفی متعهد هستند.

## دیوان بین‌المللی دادگستری
اساسنامه دیوان بین‌المللی دادگستری وجود حقوق بین‌الملل عرفی را در ماده 38(1)(b) به رسمیت می‌شناسد، که از طریق ماده 92 در منشور سازمان ملل متحد گنجانده شده است: "دیوان که وظیفه‌اش تصمیم‌گیری بر اساس حقوق بین‌الملل در خصوص اختلافات ارائه شده به آن است، باید ... عرف بین‌المللی را به‌عنوان شواهدی از یک رویه کلی پذیرفته‌شده به‌عنوان قانون اعمال کند."
ماده 38(1)(b) اساسنامه دیوان بین‌المللی دادگستری، عرف بین‌المللی را به‌عنوان شواهدی از یک رویه کلی پذیرفته‌شده به‌عنوان قانون به رسمیت می‌شناسد. بنابراین رویه کلی عرف را نشان می‌دهد نه برعکس. برای اثبات وجود یک قاعده عرفی لازم است نشان داده شود که یک "رویه کلی" وجود دارد که با قاعده مطابقت دارد و به‌عنوان قانون پذیرفته شده است.
حقوق بین‌الملل عرفی «شامل قواعد حقوقی است که از رفتار منسجم دولت‌ها بر اساس باور به الزام قانونی ناشی می‌شود». از این رو حقوق بین‌الملل عرفی از طریق «تکرار گسترده اقدامات مشابه بین‌المللی توسط دولت‌ها در طول زمان (رویه دولتی)؛ اقداماتی که ناشی از حس تعهد (opinio juris) هستند؛ و اقداماتی که توسط تعداد قابل توجهی از دولت‌ها انجام شده و توسط تعداد قابل توجهی از دولت‌ها رد نشده‌اند» قابل شناسایی است. یکی از شاخص‌های حقوق بین‌الملل عرفی اجماع میان دولت‌ها است که هم از طریق رفتار گسترده و هم از حس تعهد مشهود می‌شود.
دو عنصر اساسی حقوق بین‌الملل عرفی، رویه دولتی و opinio juris هستند که توسط دیوان بین‌المللی دادگستری در پرونده قانونی بودن تهدید یا استفاده از جنگ‌افزارهای هسته‌ای تأیید شده‌اند.
در ارتباط با عنصر روانی یعنی opinio juris، دیوان بین‌المللی دادگستری در پرونده قفسه قاره دریای شمال اعلام کرد که "نه‌تنها باید اعمال مربوطه به یک رویه تثبیت‌شده تبدیل شوند، بلکه باید به‌گونه‌ای باشند یا به‌گونه‌ای انجام شوند که شواهدی از باور به الزامی بودن این رویه بر اساس وجود یک قاعده حقوقی ارائه دهند ... بنابراین، دولت‌های مربوطه باید احساس کنند که مطابق با آنچه که به تعهد قانونی می‌رسد، عمل می‌کنند." دیوان بر لزوم اثبات "احساس تعهد قانونی" که از "اعمالی که انگیزه آنها ادب، تسهیل یا سنت است" متمایز باشد، تأکید کرد. این موضوع در پرونده نیکاراگوئه علیه ایالات متحده آمریکا نیز تأیید شد.